# Monica Hickmann Alves
Mônica Hickmann Alves (* 21. April 1987 in Porto Alegre) ist eine brasilianische Fußballnationalspielerin.

## Karriere

### Verein
Ihre Profikarriere begann in Österreich beim SV Neulengbach, für den sie in fünf Spielzeiten in der Meisterschaft achtzehn Tore erzielte. Fünf Mal in Folge gewann sie das österreichische Double. Von 2012 bis 2015 spielte sie in ihrer Heimat für verschiedene Clubs und gewann 2014 mit Ferroviária das brasilianische Double. Im Spätjahr 2015 unterzeichnete sie einen Vertrag bei Orlando Pride, für den sie in der NWSL-Saison 2016 auflief. Zum Jahresende 2016 wechselte sie auf Leihbasis zu Adelaide United für eine Saison in der australischen W-League.
Im April 2019 begann Mônica ein Engagement beim SC Corinthians aus São Paulo in der brasilianischen Meisterschaft.

### Nationalmannschaft
2006 gehörte Alves dem Kader der U-20 Nationalmannschaft bei der U-20 Südamerikameisterschaft in Chile an. Ihren Einstand in der A-Auswahl hatte sie am 20. September 2014 bei der 0:4-Niederlage gegen Argentinien bei der Südamerikameisterschaft 2014 in Ecuador. Sie gehörte auch dem Kader für die Weltmeisterschaft 2015 in Kanada, die olympischen Sommerspiele 2016 in Rio de Janeiro und die Weltmeisterschaft 2019 in Frankreich an. Am 27. Juni 2023 wurde sie, obwohl sie seit 2019 nicht mehr eingesetzt worden war, für die WM 2023 nominiert. Beim letzten Testspiel vor der WM, das in Brasilia mit 4:0 gegen Chile gewonnen wurde, wurde sie in der 58. Minute eingewechselt.
| Länderspieltore |       |            |                |           |       |          |                                     |
| Tor             | Spiel | Datum      | Ort            | Gegner    | Stand | Endstand | Anlass                              |
| #1              | 12    | 15.07.2015 | Hamilton       | Ecuador   | 1:1   | 7:1      | Pan Am 2015                         |
| #2              | 16    | 21.10.2015 | Seattle        | USA       | 1:0   | 1:1      | Freundschaftsspiel                  |
| #3              | 21    | 20.12.2015 | Natal          | Kanada    | 2:1   | 3:1      | Torneio Internacional 2015 (Finale) |
| #4              | 21    | 20.12.2015 | Natal          | Kanada    | 3:1   | 3:1      | Torneio Internacional 2015 (Finale) |
| #5              | 28    | 03.08.2016 | Rio de Janeiro | China     | 1:0   | 3:0      | Olympische Spiele 2016              |
| #6              | 45    | 11.04.2018 | Coquimbo       | Venezuela | 1:0   | 4:0      | Copa América der Frauen 2018        |
| #7              | 46    | 16.04.2018 | La Serena      | Chile     | 1:0   | 3:1      | Copa América der Frauen 2018        |
| #8              | 48    | 22.04.2018 | La Serena      | Kolumbien | 1:0   | 3:0      | Copa América der Frauen 2018        |
| #9              | 48    | 22.04.2018 | La Serena      | Kolumbien | 3:0   | 3:0      | Copa América der Frauen 2018        |

## Erfolge
Nationalmannschaft:
- Südamerikameisterin: 2014, 2018
- Goldmedaille bei den Panamerikanischen Spielen: 2015
- Gewinnerin des Torneio-Internacional: 2014, 2015, 2016

Verein:
- Spanische Meisterin: 2018
- Brasilianische Meisterin: 2014
- Brasilianische Pokalsiegerin: 2014
- Österreichische Meisterin: 2008, 2009, 2010, 2011, 2012
- Österreichische Pokalsiegerin: 2008, 2009, 2010, 2011, 2012